# 선왕 (발해)
선왕(宣王, ?~830년 7월 이후)은 발해의 제10대 왕으로, 대야발 계통의 첫번째 왕이다. 휘는 인수(仁秀)이고, 연호는 건흥(建興)이다.
요동을 차지하고 말갈부족을 복속시켰다. 대야발의 후손으로 고왕 대조영계가 아닌 군주였다. 그의 시대에 당나라로부터 해동성국(海東盛國)이라 불렸다.

## 치세
선왕은 대조영(大祚榮)의 아우인 대야발(大野勃)의 증손이며 간왕의 종부로. 대야발의 4세손 설과 현손 설이 있다. 대광덕의 아들이다. 연호는 건흥(建興)이라 하였다. 818년  간왕이 죽자 왕위에 올랐다. 그가 왕위에 오른 과정 및 선대 왕의 가까운 친척 대신 그가 왕위에 오른 이유는 기록이 없어 알 수 없다.
신당서 219권 발해편에 의하면 그는 즉위 전 북쪽의 여러 부(部)를 토벌하여 영토를 넓힌 공이 있다(頗能討伐海北諸部 開大境宇有功)고 한다.
818년 사신을 보내 간왕의 부고를 알리고, 당나라에서는 그해 5월 지국무 대인수를 은청광록대부 검교비서감 도독 발해군왕(知國務大仁秀爲銀青光祿大夫 檢校秘書監 都督 渤海國王)에 책봉했다. 신당서에 의하면 그는 검교사공에도 임명됐다 한다. 
즉위 초 신라를 공략했고, 북부의 말갈 부족을 공략하여 영토를 넓혔다. 遼史 卷38 지리지 중 흥요현 조에 의하면 당나라 원화(806~820) 때에 발해 왕 대인수가 남쪽으로 신라를 평정하고, 북쪽으로 여러 부락을 공략하여 군과 읍을 설치했다(唐元和中 渤海王大仁秀南定新羅 北略諸部 開置郡邑)고 한다.
820년 음력 윤 1월 당나라에 사신을 보내 조공하였다. 당나라는 그에게 금자광록대부 검교사공(金紫光祿大夫 檢校司空)에 책봉했고 발해 사절은 그해 12월에 귀국했다. 822년 1월 당나라에 사신을 파견했다. 824년 2월 대예(大睿) 등 5인을 조공을 딸려 당나라에 사신으로 파견, 이들을 당나라 숙위로 임명할 것을 청하여 체류시켰다. 827년, 830년 당나라에 사신을 보냈다.
선왕은 발해의 영토를 크게 확장시켰는데, 발해의 영토는 남으로 신라와 접하고, 서로는 요동을 차지하였으며, 고구려와 부여의 옛 영토를 대부분 회복하였다. 또한 북쪽의 흑수말갈 등 발해에 대항하던 모든 말갈의 부족들도 복속시켰다.
선왕은 발해 중흥의 대업을 이룬 중흥군주(中興君主)로서 당나라로부터 해동성국(海東盛國)이라고 불렸다. 행정구역을 5경(京) 15부(府) 62주(州)로 개편하고 학술을 진흥시키는 등 발해의 최전성기를 이루었다.
830년에 사망했다. 간왕의 황후 순목태후가 830년 7월 15일(건흥 12년 7월 15일)에 장사지냈다는 기록으로 보아 830년 7월 이후에 사망한 것으로 추정되나 정확한 시점은 알 수 없다.

## 가계
- 증조부 : 대야발(大野勃) - 고왕(高王)의 동생
- 조부 : 대원기(大元璣)
  - 부 : 대광덕(大匡德)
    - 선왕(大仁秀)
      - 아들 : 대신덕(大新德) - 세자
        - 왕손 : 화왕(和王, 대이진(大彝震, 재위 : 831년~857년)
        - 왕손 : 원왕(元王), 대건황(大虔晃, 재위 : 857년~871년)

## 같이 보기
- 신라
  - 헌덕왕(809년~826년)
  - 흥덕왕(826년~836년)